# Hereford FC
Hereford Football Club is een voetbalclub in de Engelse stad Hereford, die haar thuiswedstrijden afwerkt op Edgar Street. De club is opgericht nadat Hereford United FC in 2014 failliet ging. De bijnamen van de club zijn The Whites, naar hun witte tenue en The Bulls, naar de stier in de huisstijl van Hereford. Het motto van de club luidt: "Our greatest glory lies not in never having fallen, but in rising when we fall". De club is aangesloten bij de Herefordshire County Football Association.
De club speelt in de National League North, het zesde niveau van het Engelse voetbalcompetitiesysteem. Ze betraden de voetbalpiramide in het seizoen 2015-16 en wonnen de Midland Football League Premier Division gevolgd door de Southern League South & West en de Southern League Premier.
Hereford wordt vaak vergeleken met clubs als Aldershot Town, AFC Wimbledon en Chester, die ook allemaal voortzettingen zijn van opgeheven voetbalclubs.

## Geschiedenis

### Oprichting
Na de opheffing van Hereford United op 19 december 2014, besloot de Hereford United Supporters Trust (HUST) om de club een doorstart te laten maken. Op 22 december werd bekend dat Jon Hale, een lokale zakenman en voormalig voorzitter van HUST, in samenwerking met HUST en een groep lokale zakenlieden, de naam ‘Hereford Footbal Club’ had laten registreren bij de Herefordshire Football Association. Een nieuw persbericht volgde op 24 december 2014, waarin bericht werd dat HUST de mogelijkheid kreeg om te beslissen over de nieuwe tenues en over het nieuw te bepalen logo. Daarnaast werd ook gesteld dat men HUST de mogelijkheid wilde bieden om grootaandeelhouder te worden in de nieuw te vormen club. Ook wil men het percentage aandelen in bezit van individuen en investeerders uit het bedrijfsleven beperken tot een percentage van 24%.   
De officiële website van de club verscheen online op 29 december 2014. Met deze publicatie werden ook verdere namen bekend die samen met Jon Hale aan het roer gingen staan van de club: Phil Eynon, George Webb en Hugh Brooks. De website meldt verder dat het bestuur van de club compleet is met de komst van voorzitter van HUST als vicevoorzitter van de club.
Op 3 januari 2015 gaf Jon Hale een interview met de BBC. In dit interview legde hij uit waarom de investeerders niet eerder hadden ingegrepen bij het noodlijdende Hereford United. De investeerders zagen allemaal geen heil meer in de beroerde financiële situatie van de club.
Op 13 januari 2015 werd definitief bekend dat Jon Hale de voorzitter werd van de club. Op 15 januari werd op een open vergadering verder bekend dat Hugh Brooks de financieel directeur werd, George Webb de commercieel directeur en Phil Enyon hoofd van de raad van bestuur.
Op 20 en 21 januari 2015 stemden de leden van HUST in met de plannen van Hale en consorten.

Op 24 februari werd bekend dat Hereford de komende vijf jaar gebruik kan gaan maken van Edgar Street, het stadion waar Hereford United ook in speelde. Op 14 mei van dat jaar maakte de FA ten slotte bekend dat Hereford in het seizoen 2015/16 zal uitkomen in de Midland Football League Premier Division, het negende niveau van de Engelse voetbalpiramide.

### Opmars in de voetbalpiramide
Hereford startte het seizoen 2015/16 in de Midland Football League Premier Division (2015/16). De club werd gelijk kampioen en dwong daarmee promotie af naar de Southern League Division One. Datzelfde seizoen haalde de ploeg de finale van de FA Vase op Wembley. Hierin bleek Morpeth Town met 4-1 te sterk. In het seizoen 2017/18 werden ze kampioen van de Southern League Premier Division. Hierdoor kwamen ze met ingang van het seizoen 2018/19 uit op het zesde niveau, de National League North. Het eerste seizoen op dit niveau werd afgesloten met een zeventiende plaats.

## Bekende (Oud-)spelers
- Levi Andoh
- Chris Barker
- Mustapha Bundu

## Erelijst
- Southern Football League Premier Division (1) : 2017–18
- Southern Football League Division One South & West (1) : 2016-2017
- Southern Football League Champions Of Champions Trophy (1) : 2016-2017
- Midland Football League Premier Division (1) : 2015-2016
- Herefordshire County Cup (3) : 2015-2016, 2016-2017, 2017-2018
- Midland Football League Cup (1) : 2015-2016

Alfreton Town ·
Brackley Town ·
Buxton ·
Chester ·
Chorley ·
Curzon Ashton ·
Darlington ·
Farsley Celtic ·
Hereford ·
Kidderminster Harriers ·
King's Lynn Town ·
Leamington ·
Marine ·
Needham Market ·
Oxford City ·
Peterborough Sports ·
Radcliffe ·
Rushall Olympic ·
Scarborough Athletic ·
Scunthorpe United ·
South Shields ·
Southport ·
Spennymoor Town ·
Warrington Town